# Route nationale 69
Die Route nationale 69, kurz N 69 oder RN 69, war eine französische Nationalstraße.
Die Straße verlief von 1824 bis 1973 zwischen der Schweizer und deutschen Grenze in der Nähe des Dreiländereckes am Rhein. Sie geht auf die Route impériale 87 zurück. Ihre Länge betrug 7,5 Kilometer. Ab 1944 gab es nach Zerstörung der Hüninger Schiffbrücke durch Brandbomben eine Fährverbindung nach Deutschland. Von 1978 bis 2006 wurde der Abschnitt zwischen der Nationalstraße N66 und Nationalstraße N19 von der neu ausgeschilderten Nationalstraße N266 übernommen.